# David Williams (astrônomo)
David Williams é um astrônomo britânico.
Recebeu a Medalha de Ouro da Royal Astronomical Society de 2009.